# Medetera bisecta
Medetera bisecta är en tvåvingeart som beskrevs av Negrobov 1967. Medetera bisecta ingår i släktet Medetera och familjen styltflugor. Inga underarter finns listade i Catalogue of Life.